# Goles en Acción
Goles en Acción fue un programa de televisión peruano, de temática deportiva, que se emitió en el canal de señal abierta Global Televisión, canal 13. Fue creado por Alberto Beingolea y producido por Manuel Fazio, luego por Marco Vinelli y Eduardo Beingolea. El programa volvió a emitirse en los canales ATV, Frecuencia Latina y Willax.

## Historia
Alberto Beingolea dirigió en sus primeras temporadas Acción, los sábados y domingos por la tarde, y creó toda una gama de programas deportivos diarios, siendo los más recordados Más acción, por las mañanas, y Acción al día, por las noches. En esos espacios, surgieron figuras como Gustavo Barnechea, Toño Vargas, Julio Menéndez, Pedro García, Jaime Pulgar Vidal, Alan Diez, Bruno Cavassa, Aldo Rojas, Alicia "Chichi" Casanova, Carla Stagnaro, Daniel Peredo, Javier Meneses, Jorge Balarín, entre otros. Además de camarógrafos y editores siendo muy popular Marco Chávez "Perleche".
Durante su emisión, el programa también recibió el nombre de El equipo de goles (1999-2000).
En febrero de 2018, Willax confirmó que Alberto Beingolea volvería a conducir Goles en Acción (enfocado al fútbol peruano) junto al programa diario Acción.

## Equipo periodístico
- Alberto Beingolea
- Jaime Pulgar Vidal
- Bruno Cavassa Falcone
- Alicia "Chichi" Casanova
- Carla Stagnaro

### Miembros anteriores
- Gustavo Barnechea (1992-1993)
- Daniel Peredo
- Toño Vargas (1992-1993)
- Alan Diez
- Julio Menéndez Silva
- Pedro García